# 温纳貌伦
温纳貌伦，1952年5月30日—），曾兩度擔任缅甸外交部长，亦曾长期在缅甸陸軍服役，毕业于缅甸国防服务学院。